# Ivan Mynář
Ivan Mynář (* 1. července 1950 Valašské Meziříčí) je bývalý český a československý politik, po sametové revoluci poslanec Sněmovny lidu Federálního shromáždění za Občanské fórum, později za Občanské hnutí. Učil na Gymnáziu v Rožnově pod Radhoštěm.

## Biografie
Ivan Mynář vystudoval český jazyk a filozofii na Masarykově univerzitě. Pohyboval se v okruhu divadelníků, byl známým Bolka Polívky. Nyní je označován jako kopaničář.
V letech 1974–1997 učil na Gymnáziu v Novém Jičíně, od roku 1997 vyučuje na Gymnáziu v Rožnově pod Radhoštěm. Ve volbách roku 1990 byl zvolen za OF do Sněmovny lidu (volební obvod Severomoravský kraj). Po rozkladu Občanského fóra přestoupil do poslaneckého klubu OH. Ve Federálním shromáždění setrval do voleb roku 1992.